# Model Context Protocol

Mối quan hệ giữa máy khách và máy chủ MCP

Giao thức Ngữ cảnh Mô hình (tiếng Anh: Model Context Protocol, viết tắt: MCP) là một tiêu chuẩn mở, khuôn khổ nguồn mở được Anthropic giới thiệu vào tháng 11 năm 2024. Giao thức này nhằm chuẩn hóa cách các hệ thống trí tuệ nhân tạo (AI), như mô hình ngôn ngữ lớn (LLM), tích hợp và chia sẻ dữ liệu với các công cụ, hệ thống và nguồn dữ liệu bên ngoài. MCP cung cấp một giao diện chung để đọc tệp, thực thi hàm và xử lý các lời nhắc theo ngữ cảnh. Sau khi được công bố, giao thức này đã được các nhà cung cấp AI lớn áp dụng, bao gồm OpenAI và Google DeepMind.

## Bối cảnh
Giao thức được Anthropic công bố vào tháng 11 năm 2024 như một tiêu chuẩn mở. Nó được dùng để kết nối các trợ lý AI với các hệ thống dữ liệu như kho lưu trữ nội dung, công cụ quản lý kinh doanh và môi trường phát triển. Mục tiêu của MCP là giải quyết thách thức về các kho thông tin bị cô lập (information silos) và các hệ thống kế thừa. Trước khi có MCP, các nhà phát triển thường phải xây dựng các trình kết nối tùy chỉnh cho mỗi nguồn dữ liệu hoặc công cụ. Điều này dẫn đến một vấn đề tích hợp dữ liệu "N×M" theo mô tả của Anthropic.
Các giải pháp tạm thời trước đây, như API "gọi hàm" (function-calling) của OpenAI năm 2023 và khuôn khổ plugin của ChatGPT, cũng giải quyết các vấn đề tương tự nhưng yêu cầu các trình kết nối dành riêng cho từng nhà cung cấp. Các tác giả của MCP lưu ý rằng giao thức này cố tình tái sử dụng các ý tưởng về luồng thông điệp của Giao thức Máy chủ Ngôn ngữ (Language Server Protocol - LSP) và được truyền tải qua JSON-RPC 2.0.. MCP quy định chính thức stdio và HTTP (tùy chọn với SSE) làm cơ chế truyền tải tiêu chuẩn của nó.

## Tính năng
MCP định nghĩa một khuôn khổ được chuẩn hóa để tích hợp các hệ thống AI với các nguồn dữ liệu và công cụ bên ngoài. Nó bao gồm các đặc tả cho việc nhập và chuyển đổi dữ liệu, gắn thẻ siêu dữ liệu theo ngữ cảnh, và khả năng tương tác của AI trên các nền tảng khác nhau. Giao thức cũng hỗ trợ các kết nối hai chiều, an toàn giữa các nguồn dữ liệu và các công cụ do AI cung cấp.
MCP cho phép các nhà phát triển hiển thị dữ liệu của họ thông qua các máy chủ MCP hoặc phát triển các ứng dụng AI – được gọi là máy khách MCP – kết nối đến các máy chủ này. Các thành phần chính của giao thức bao gồm một đặc tả giao thức chính thức và các bộ công cụ phát triển phần mềm (SDK), hỗ trợ máy chủ MCP cục bộ trong các ứng dụng Claude Desktop, và một kho mã nguồn mở chứa các triển khai máy chủ MCP.

## Ứng dụng
MCP đã được áp dụng trong các lĩnh vực như phát triển phần mềm, tự động hóa quy trình kinh doanh và tự động hóa ngôn ngữ tự nhiên.
Một trường hợp sử dụng nổi bật là trong các trợ lý trên máy tính để bàn. Tại đây, các ứng dụng như Claude Desktop app triển khai các máy chủ MCP cục bộ để cho phép truy cập an toàn vào các công cụ hệ thống và tệp của người dùng. Trong môi trường doanh nghiệp, các trợ lý nội bộ được tăng cường với MCP để truy xuất dữ liệu từ các tài liệu độc quyền, hệ thống CRM và cơ sở tri thức nội bộ – các công ty như Block đã tích hợp MCP vào các công cụ nội bộ của họ cho mục đích này.
MCP cũng đóng một vai trò quan trọng trong các quy trình công việc của tác nhân đa công cụ. Nó cho phép các hệ thống AI có tính tác tử (agentic) phối hợp nhiều công cụ – ví dụ, kết hợp việc tra cứu tài liệu với các API nhắn tin – để hỗ trợ lý luận chuỗi suy nghĩ (chain-of-thought) nâng cao trên các tài nguyên phân tán.
Trong lĩnh vực truy cập dữ liệu bằng ngôn ngữ tự nhiên, MCP cho phép các ứng dụng như AI2SQL kết nối các mô hình ngôn ngữ với cơ sở dữ liệu có cấu trúc, cho phép thực hiện các truy vấn bằng ngôn ngữ thông thường.
MCP đã được áp dụng cho các quy trình nghiên cứu học thuật thông qua việc tích hợp với các hệ thống quản lý tài liệu tham khảo như Zotero. Nhiều triển khai máy chủ cho phép các nhà nghiên cứu thực hiện tìm kiếm ngữ nghĩa trên các thư viện của họ, trích xuất chú thích từ file PDF và tạo các bài tổng quan tài liệu thông qua phân tích có sự hỗ trợ của AI.
Giao thức này ngày càng trở nên phổ biến trong các công cụ phát triển phần mềm. Các môi trường phát triển tích hợp (IDE) như Zed, các nền tảng lập trình như Replit, và các công cụ trí tuệ mã nguồn như Sourcegraph đã áp dụng MCP để cấp cho các trợ lý lập trình AI quyền truy cập thời gian thực vào ngữ cảnh dự án. Sự tích hợp này đặc biệt có giá trị đối với các quy trình làm việc như "vibe coding", nơi sự hỗ trợ liên tục và linh hoạt là rất cần thiết.
Trong phát triển ứng dụng web, các công ty như Wix đã nhúng các máy chủ MCP vào nền tảng của họ. Điều này cho phép các công cụ AI tương tác với dữ liệu trang web trực tiếp, giúp tạo nội dung động và chỉnh sửa tức thì. Những khả năng như vậy là trung tâm của các công cụ phát triển do AI điều khiển của Wix.

## Triển khai
Giao thức được phát hành cùng với các bộ công cụ phát triển phần mềm (SDK) bằng các ngôn ngữ lập trình bao gồm Python, TypeScript, C# và Java. Anthropic duy trì một kho lưu trữ mã nguồn mở gồm các triển khai máy chủ MCP tham khảo cho các hệ thống doanh nghiệp phổ biến bao gồm Google Drive, Slack, GitHub, Git, Postgres, Puppeteer và Stripe. Các nhà phát triển có thể tạo các máy chủ MCP tùy chỉnh để kết nối các phần mềm sở hữu độc quyền hoặc các nguồn dữ liệu chuyên biệt với các hệ thống AI.
Tiêu chuẩn mở của giao thức cho phép các tổ chức xây dựng các kết nối tùy chỉnh trong khi vẫn duy trì khả năng tương thích với hệ sinh thái MCP rộng lớn hơn. Sau đó, các hệ thống AI có thể tận dụng các kết nối tùy chỉnh này để cung cấp hỗ trợ theo tên miền cụ thể trong khi vẫn tôn trọng các quyền truy cập dữ liệu.

## Sự áp dụng
Vào tháng 3 năm 2025, OpenAI đã chính thức áp dụng MCP. Đây là kết quả của quyết định tích hợp tiêu chuẩn này vào các sản phẩm của mình, bao gồm ứng dụng máy tính để bàn ChatGPT, SDK Agents của OpenAI và API Responses. Sam Altman mô tả việc áp dụng MCP là một bước tiến tới việc chuẩn hóa khả năng kết nối công cụ AI. Trước khi OpenAI áp dụng, những lợi ích tiềm năng của MCP đã được thảo luận rộng rãi trong cộng đồng nhà phát triển, đặc biệt là để đơn giản hóa việc phát triển trong môi trường đa mô hình.
Bằng việc áp dụng MCP, OpenAI tham gia cùng các tổ chức khác như Block, Replit và Sourcegraph trong việc tích hợp giao thức vào nền tảng của họ. Việc áp dụng rộng rãi này nhấn mạnh tiềm năng của MCP để trở thành một tiêu chuẩn mở phổ quát cho khả năng kết nối và tương tác của hệ thống AI. MCP có thể được tích hợp với Semantic Kernel của Microsoft, và Azure OpenAI. Các máy chủ MCP có thể được triển khai trên Cloudflare.
Demis Hassabis, Giám đốc điều hành của Google DeepMind, đã xác nhận vào tháng 4 năm 2025 rằng MCP sẽ được hỗ trợ trong các mô hình Gemini sắp tới và cơ sở hạ tầng liên quan. Ông mô tả giao thức này đang "nhanh chóng trở thành một tiêu chuẩn mở cho kỷ nguyên tác tử AI".
Microsoft đã có những đầu tư đáng kể vào MCP để tăng cường tích hợp AI trên toàn hệ sinh thái của mình, bao gồm GitHub, Microsoft 365 và Azure. GitHub, cùng với Microsoft, đã tham gia ủy ban chỉ đạo MCP tại sự kiện Microsoft Build 2025, đóng góp một dịch vụ đăng ký để khám phá và quản lý máy chủ MCP. Máy chủ Azure MCP, hiện đang ở phiên bản xem trước công khai, kết nối các tác tử AI với các dịch vụ Azure như lưu trữ, cơ sở dữ liệu và phân tích log. Trong khi đó, Microsoft 365 hỗ trợ MCP để xây dựng các tác tử và ứng dụng AI tích hợp với Copilot. Vào tháng 5 năm 2025, Microsoft đã phát hành hỗ trợ MCP gốc trong Copilot Studio, cung cấp các liên kết chỉ bằng một cú nhấp chuột đến bất kỳ máy chủ MCP nào, danh sách công cụ mới, truyền tải dữ liệu trực tuyến (streaming transport), cùng với khả năng theo dõi và phân tích đầy đủ. Bản phát hành này định vị MCP là cầu nối mặc định của Copilot đến các cơ sở tri thức, API và Dataverse bên ngoài. Ngoài ra, Microsoft đã hợp tác với Anthropic để phát triển một SDK C# chính thức cho MCP. SDK này có sẵn dưới dạng gói NuGet mã nguồn mở (ModelContextProtocol), cho phép tích hợp AI liền mạch trong hệ sinh thái .NET để xây dựng các máy chủ và máy khách MCP.
Nhiều máy chủ MCP đã được bổ sung kể từ đó, cho phép tích hợp LLM với các ứng dụng đa dạng.

## Đón nhận
Trang The Verge đã đưa tin rằng MCP giải quyết nhu cầu ngày càng tăng đối với các tác tử AI có khả năng nhận thức ngữ cảnh và lấy dữ liệu một cách an toàn từ nhiều nguồn khác nhau. Việc giao thức được OpenAI, Google DeepMind và các nhà sản xuất công cụ như Zed và Sourcegraph nhanh chóng chấp nhận cho thấy sự đồng thuận ngày càng tăng về tính hữu dụng của nó.
Vào tháng 4 năm 2025, các nhà nghiên cứu bảo mật đã công bố phân tích cho thấy có nhiều vấn đề bảo mật còn tồn tại với MCP, bao gồm tấn công tiêm prompt (prompt injection), quyền truy cập công cụ, nơi việc kết hợp các công cụ có thể làm rò rỉ tệp tin, và các công cụ mạo danh có thể âm thầm thay thế các công cụ đáng tin cậy.
Nó đã được so sánh với OpenAPI, một đặc tả tương tự nhằm mục đích mô tả các API.